# درگاه خدا
درگاه خدا، خدای درون یا در حضور خدا، مفهومی دینی، معنوی و الهی است که دربارهٔ توان مطلق خدا (خدایان) بحث می‌کند که همواره حضور دارد و در کنار انسان‌ها است. برداشت عمومی بر این است که بیشتر خدایان می‌توانند با جهان طبیعت اندرکنش داشته باشند و از همه مهم تر با انسان‌ها، مانند تأثیری که می‌توانند بر زندگی انسان بگذارند.
بر پایهٔ برخی آیین‌های یکتاپرستی، خداوند همه جا حضور دارد و از دوز از همه چیز آگاه است - می‌تواند بخواند، ببیند، ارزیابی کند و پندارها و مفاهیم همهٔ انسان‌ها را بفهمد همچنین می‌تواند خواستش را از راه‌های گوناگون به انجام رساند. گفته می‌شود روش خدا در این مسئله بسیار ظریف است اما برخی متون دینی می‌گویند خدا در موارد خاص به طور مستقیم با موجودات اندرکنش ایجاد می‌کند.
مفاهیم مرتبط با حضور خدا عبارتند از:
- حضور خدا در طبیعت
- حضور خدا میان انسان‌ها
- حضور خدا در تک تک انسان‌ها